# Раевский сельсовет (Давлекановский район)
Раевский сельсовет — муниципальное образование в Давлекановском районе Башкортостана.
Административный центр — деревня Раево.

## История
Статус и границы сельского поселения установлены Законом «О границах, статусе и административных центрах муниципальных образований в Республике Башкортостан».

## Население
| 2002 | 2009 | 2010 | 2012 | 2013 | 2014 | 2015 |
| ---- | ---- | ---- | ---- | ---- | ---- | ---- |
| 682  | ↘646 | ↗648 | ↘638 | ↘617 | ↘597 | ↘584 |
| 2016 | 2017 |      |      |      |      |      |
| ↘582 | ↘570 |      |      |      |      |      |

## Состав сельского поселения
| № | Населённый пункт | Тип населённого пункта          | Население |
| - | ---------------- | ------------------------------- | --------- |
| 1 | Раево            | деревня, административный центр | ↗314      |
| 2 | Аюханово         | село                            | ↘286      |
| 3 | Коминтерн        | деревня                         | ↘36       |
| 4 | Султановка       | деревня                         | ↘12       |

В 1981 году была упразднена деревня Сядэ.